# Драго Дивљак
Драго Дивљак (Добриња, 1962) редовни је професор Правног факултета Универзитета у Новом Саду.

## Биографија
Рођен је 1962. године у Добрињи. Проф. др Драго Дивљак држи наставу из предмета Међународно привредно право на Правном факултету у Новом Саду

Говори енглески језик.

## Образовање
Дипломирао је на Правном факултету у Новом Саду 1987. године. На истом факултету је магистрирао 1992. године, одбранивши магистарски рад с темом „Правни положај друштва са ограниченом одговорношћу у југословенском и упоредном праву". Докторску дисертацију на тему „Правна заштита интереса и регулисање сукоба интереса у трговачким друштвима у нашем и упоредном праву" одбранио је 1999. године на Правном факултету у Новом Саду.

## Радна места
За асистента Правног факултета у Новом Саду изабран је 1988. године, за доцента 2000. године, а за ванредног професора 2005. године.

## Научни рад
Проф. др Драго Дивљак је аутор и коаутор више књига и око 60 научних и стручних радова.
Област научног интересовања: право трговачких друштава; инвестиционо право; царинско право.

## Изабрана библиографија
1. Дивљак, Драго (2011). „Државна помоћ у праву ЕУ и национално право”. Зборник радова Правног факултета у Новом Саду. 45 br. 3: 363—377. Архивирано из оригинала 27. 10. 2018. г. Приступљено 25. 10. 2018.
2. Дивљак, Драго (2012). „Ново домаће спољнотрговинско законодавство о субвенцијама и међународни стандарди”. Зборник радова Правног факултета у Новом Саду. 46 br. 4: 157—172.
3. Дивљак, Драго (2012). „Светска трговинска организација и вишестрани међународни споразуми о заштити животне средине”. Зборник радова Правног факултета у Новом Саду. 46 br. 3: 175—190.
4. Дивљак, Драго (2013). „Правни-институционални оквири извозног кредитирања са јавном подршком”. Зборник радова Правног факултета у Новом Саду. 47 br. 3: 223—236.
5. Дивљак, Драго (2013). „Правни значај заштите животне средине у праву страних улагања”. Зборник радова Правног факултета у Новом Саду. 47 br. 2: 199—213.
6. Дивљак, Драго (2014). „Национални третман у међународној трговини - домаће право и међународни стандарди”. Зборник радова Правног факултета у Новом Саду. 48 br. 3: 139—152.
7. Дивљак, Драго (2015). „Примена националног третмана у праву страних улагања Србије”. Зборник радова Правног факултета у Новом Саду. 49 br. 3: 1037—1052.
8. Дивљак, Драго (2016). „Нови законски оквир за страна улагања у Србији - битне карактеристике и могући ефекти”. Зборник радова Правног факултета у Новом Саду. 50 br. 2: 423—438.
9. Дивљак, Драго (2017). „Заштита јавних интереса и јавно-приватно партнерство”. Зборник радова Правног факултета у Новом Саду. 51 br. 4: 1363—1378.
10. Дивљак, Драго; Фишер-Шобот, Сандра (2017). „Државна помоћ за заштиту животне средине на наднационалном нивоу и у домаћем праву”. Зборник радова Правног факултета у Новом Саду. 51 br. 3: 675—692.